# Лайдонер, Йохан
Йо́хан Ла́йдонер (эст. Johan Laidoner; в Российской империи звался Иван Яковлевич Лайдонер; 31 января (12) февраля 1884 год, Вирацская волость, Феллинский уезд, Лифляндская губерния, Российская империя — 13 марта 1953, Владимир, РСФСР, СССР) — офицер российской армии, военный и государственный деятель Эстонии, главнокомандующий эстонской армией.

## Биография

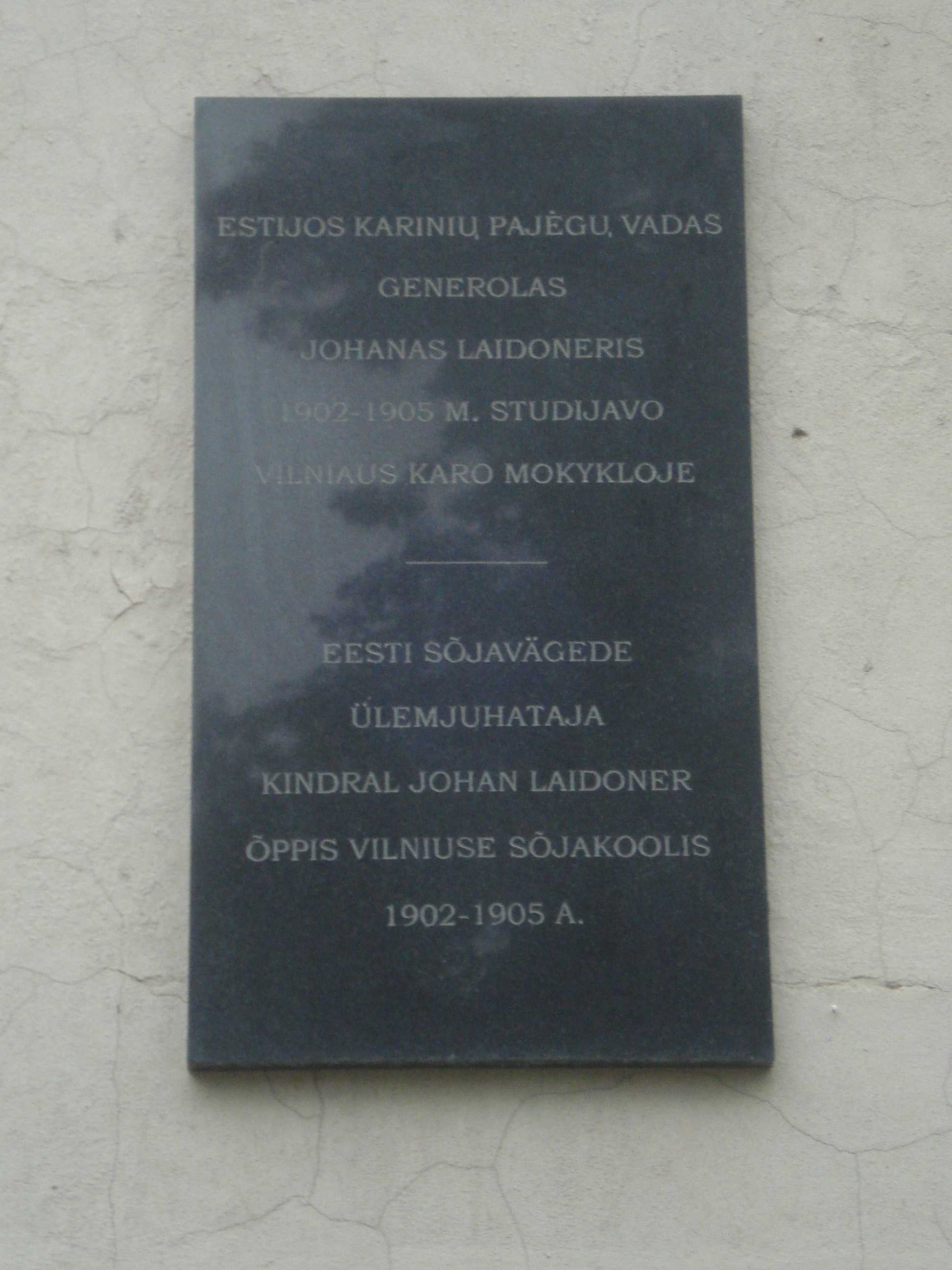
Мемориальная доска с текстом на литовском и эстонском языках на здании бывшего военного училища в Вильно, где Лайдонер учился в 1902—1905 годах (ныне факультет естественных наук Вильнюсского университета, ул. Чюрлёнё, 18

Родился на хуторе Раба (эст. Raba) в Вирацской волости (нем. Wieratz) Феллинского уезда Лифляндской губернии. Родной хутор Лайдонера находился в районе современной эстонской деревни Вардья, на территории образованной в 1991 году волости Вийратси уезда Вильяндимаа, в районе 4-го километра современного шоссе Вильянди — Мустла. Был старшим ребёнком в семье Яака Лайдонера (1854—1911) и Мари Саарсен (1851—1938), дочери хозяина хутора Раба. Окончил 6 классов частного реального училища Гуревича в Санкт-Петербурге.

### Служба в Русской императорской армии
7 (20) августа 1901 года зачислен в 110-й пехотный Камский полк рядовым на правах вольноопределяющегося 2-го разряда. 1 (14) сентября 1902 года поступил в Виленское пехотное юнкерское училище, в котором был 21 декабря 1902 (3 января 1903) года произведён в унтер-офицеры, 18 сентября (1 октября) 1904 года — в портупей-юнкеры, а 5 (18) декабря 1904 года назначен фельдфебелем. 5 (18) апреля 1905 года «за отличные успехи в науках» награждён золотыми часами.
22 апреля (5 мая) 1905 года выпущен из училища с производством в подпоручики, со старшинством с 9 (22) августа 1904 года. Служил в 13-й лейб-гренадерском Эриванском полку младшим офицером 9-й роты. За время службы назначался временно исполнять обязанности командующего учебной и пулемётной командами полка, адъютанта 4-го и 3-го батальонов, полкового адъютанта. 10 (23) ноября 1908 года произведён в поручики, со старшинством с 9 (22) августа 1908 года, и 22 ноября (5 декабря) того же года назначен временно командующим 12-й ротой.
4 (17) октября 1909 года, после сдачи экзаменов, зачислен в Императорскую Николаевскую военную академию, которую окончил по первому разряду 19 мая (1 июня) 1912 года, после чего вернулся в свой полк. 25 декабря 1912 (7 января 1913) года произведён в штабс-капитаны, со старшинством с 9 (22) августа 1912 года. 21 марта (3 апреля) 1913 года прикомандирован на 1 год к 1-му Кавказскому стрелковому полку для командования ротой, после чего вернулся в Эриванский полк.
Участник Первой мировой войны. 16 (29) ноября 1914 год произведён в капитаны, со старшинством с 9 (22) августа 1914 год, и назначен обер-офицером для поручений при штабе 3-го Кавказского армейского корпуса. 17 (30) марта 1915 год назначен старшим адъютантом штаба 21-й пехотной дивизии. За боевые отличия приказом командующего 4-й армией, утверждённого высочайшим приказом 4 (17) июля 1915 год, награждён Георгиевским оружием:
За то, что 11 октября 1914 года, во время боев у ст. Горбатка, с явной опасностью для жизни, произвел рекогносцировку в районе госп. дв. Полично, причем данные разведки послужили основанием для организации ночной атаки 12-го октября госп. дв. Полично и леса, что западнее его, увенчавшейся полным успехом.
1 (14) ноября 1915 года назначен исправляющим должность помощника начальника отделения управления генерал-квартирмейстера штаба главнокомандующего армиями Западного фронта. 15 (28) августа 1916 года произведён в подполковники, с утверждением в должности.
После Февральской революции временное правительство начало формировать национальные части. Лайдонер возглавил Эстонскую дивизию, формировавшуюся из эстонцев.

### Служба в Эстонской армии
После ухода немцев из Северной Прибалтики — Главнокомандующий Эстонской армии (в войне за независимость Эстонии), полковник (4 апреля 1918).
В 1919 году эстонские войска, в состав которых входили белогвардейские войска (они подчинялись главнокомандующему Лайдонеру согласно договору, заключённому с правительством Эстонии 6 декабря 1918 г.), вели наступательные боевые действия на территории Советской России.
Взятие Петрограда эстонскими войсками планировалось только в случае юридического признания самостоятельности Эстонии Российским государством.

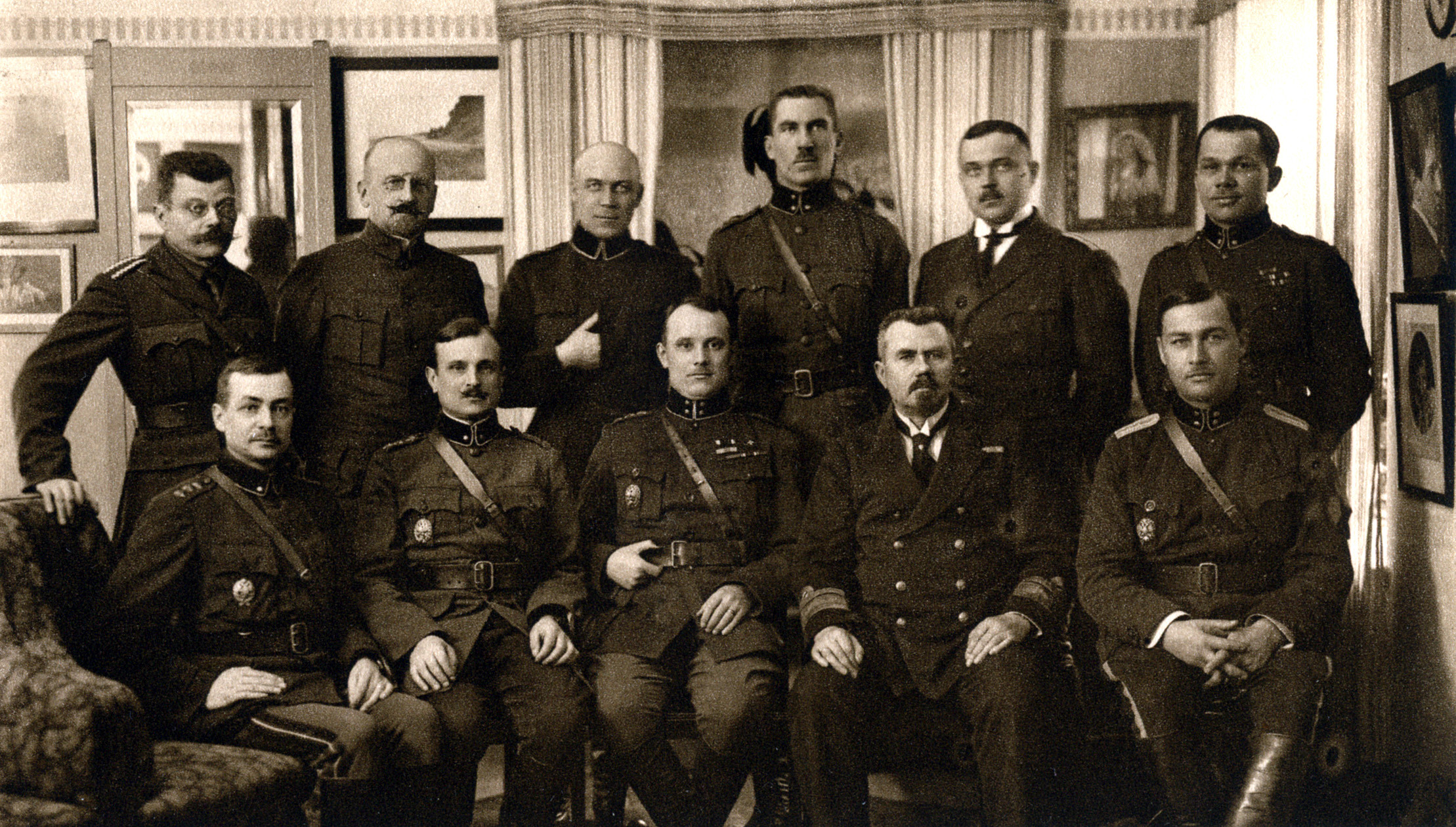
Главное командование эстонской армии в 1920 году, слева вверху: генерал-майор Эрнест Пыддер, доктор Артур Лоссманн, генерал-майор Александр Тыниссон, полковник Карл Партс, полковник Виктор Пушкарь, полковник Яан Ринк. Слева внизу: генерал-майор Андрес Ларка, генерал-майор Яан Сотс, главнокомандующий генерал-лейтенант Йохан Лайдонер, адмирал Йохан Питка и полковник Рудольф Рейманн

Генерал-майор (20 января 1919), генерал-лейтенант (26 марта 1920). В 1920 году вышел в отставку. Депутат государственного совета Эстонии. Возглавлял комиссию Лиги Наций по разрешению турецко-иракского территориального спора.
В декабре 1924 года руководил подавлением восстания, подготовленного коммунистами. С 1925 года в отставке.

### Государственный переворот 1934 года
12 марта 1934 года Лайдонер вместе с Константином Пятсом, бывшим в тот период премьер-министром Эстонии в полномочиях Государственного старейшины, осуществил государственный переворот. В результате военного переворота было установлено авторитарное правление и объявлено о состоянии чрезвычайного положения. Пятс был объявлен Государственным Протектором Эстонии (Riigihoidja), а Лайдонер вновь назначен Главнокомандующим Эстонской армией. Все политические партии были запрещены, введена цензура прессы. Своими действиями Пятс и Лайдонер не допустили победы на выборах вапсов (ветеранов войны за независимость Эстонии) — крайне правого движения, которое ориентировалось на тоталитарные режимы тогдашних Италии и Германии.

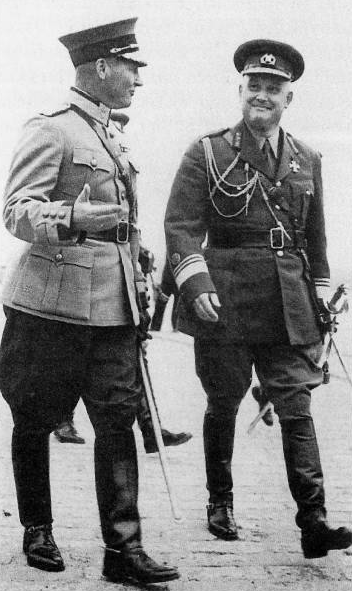
Йохан Лайдонер и военнокомандующий сухопутных войск Финляндии Хуго Эстерман (слева) в Таллине в 1938 году. Встреча состоялась в рамках Финско-Эстонского военного сотрудничества

24 февраля 1939 года присвоено звание генерала.

### События 1940 года, ссылка и арест
При начавшемся 17 июня 1940 года дополнительном вводе в Эстонию войск Красной Армии, последовавшем после предъявления Советским Союзом ультиматума, не только не отдавал приказов открыть огонь, но по поручению президента Эстонии Пятса вёл переговоры с советскими военными властями (с генералом армии К. А. Мерецковым) о дислокации советских войск.
В период советизации Эстонии был арестован советскими властями и депортирован в ссылку в Пензу в конце июля 1940 года — ещё до официального присоединения государства к Советскому Союзу, произошедшего 6 августа того же года.
26 июля 1941 года арестован НКВД. Находился в Кировской тюрьме (следствие длилось до марта 1942 года, после чего было приостановлено «до получения особого распоряжения»).

### Последние годы
В 1945—1952 годах находился в Ивановской тюрьме; в феврале 1952 года следствие возобновлено; 16 апреля 1952 года приговорён особым совещанием к 25 годам тюремного заключения с конфискацией имущества за «активную контрреволюционную и антисоветскую деятельность». 30 апреля 1952 года в сопровождении спецконвоя этапирован во Владимирский централ, где скончался 13 марта 1953 года.
Захоронен вместе со скончавшимся в той же тюрьме представителем руководства польского Сопротивления Яном Станиславом Янковским в безымянной могиле на Князь-Владимирском кладбище, у тюремной ограды. Точное место захоронения Й. Лайдонера неизвестно; мемориальная доска установлена на воротах Князь-Владимирского кладбища во Владимире по договоренности между Эстонией и Россией 12 февраля 1999 года; позже её перенесли в мемориал ближе к стене централа (мемориал состоит из мемориальных досок Й. Лайдонеру, Я. С. Янковскому и умершим в плену японским солдатам).

## Оценки деятельности Лайдонера

### Отношение за рубежом
В своей книге «Генерал Лайдонер и Эстонская Республика в 1939—1940» финский историк Мартти Туртола приходит к заключению, что размещение первых советских военных баз в Эстонии в сентябре 1939 года было сознательным шагом эстонского руководства во главе с Пятсом и Лайдонером. В подтверждение своих тезисов историк приводит факт, что в Эстонии, в отличие от Финляндии, в своё время не объявили мобилизацию для борьбы с СССР. Он писал: «Пассивность и непровозглашение мобилизации не были вызваны отсутствием смелости или трусостью. Вопрос был в выборе Пятса и Лайдонера», добавляя, что оппозиция не критиковала решения правительства, так как в тот момент в Эстонии царила диктатура.

### Отношение современников
Адмирал В. К. Пилкин — 15 февраля 1919 года — «Лушков проектировал организацию бронированного поезда на широкой колее, для наступления. Материалы есть, но Лайдонер, главнокомандующий, сказал ему: „Дайте независимость и тогда получите поезд“. И это говорит русский офицер?! Нет хуже ренегата! Неужели не настанет момент, когда ему припомнят его слова. Ему, и Яландеру, и Хилениусу, и тысяче другим!».
Поскольку и сам адмирал Пилкин и генерал Юденич подчинялись верховному главнокомандующему российским Белым движением адмиралу Александру Колчаку, который, как и связанные с ним ведущие политики Белого движения, отрицательно относился к независимости Эстляндии, то и отношение общественности и военного руководства Эстонии к полководцам белого движения и сотрудничеству с ним было негативным.

### Новое время
Вошёл в составленный в 1999 году по результатам письменного и онлайн-голосования список 100 великих деятелей Эстонии XX века.

## Семья

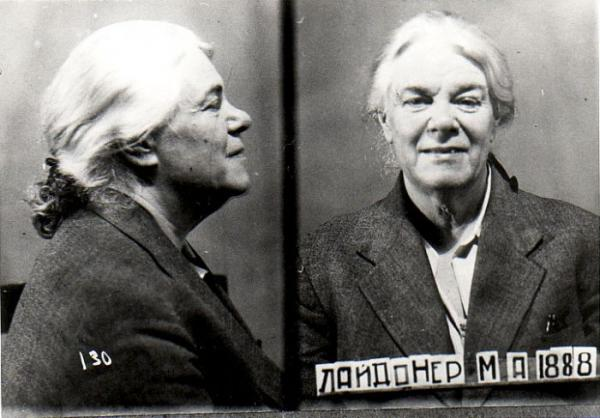
Фото Марии Крушевской-Лайдонер в карточке НКВД в 1952 году

В 1911 году Йохан Лайдонер женился на Марии Антоновне Крушевской (род. 1888), дочери надворного советника. В 1940 году она была вместе с мужем вывезена в СССР и заключена в лагеря; освободилась после смерти Сталина, долгое время жила в городе Меленки (Владимирской области) и, после возвращения в Эстонию, умерла в доме престарелых в Хаапсалу в 1978 году. У Лайдонера был сын Михаил Лайдонер (эст. Michael Laidoner) (род. 21 марта 1913 г., застрелился (случайно или намеренно) 20 апреля 1928 г.) и пасынок Алексей Крушевский (эст. Aleksei Kruszewski) (род. 1913 г., депортирован, умер в тюрьме в 1941 г.).

## Память
В честь генерала Лайдонера назван Эстонский военный музей, расположенный в его доме в Виймси. Также честь генерала в Вильянди названа площадь и парк. В Эстонии действует общество им. Йохана Лайдонера.

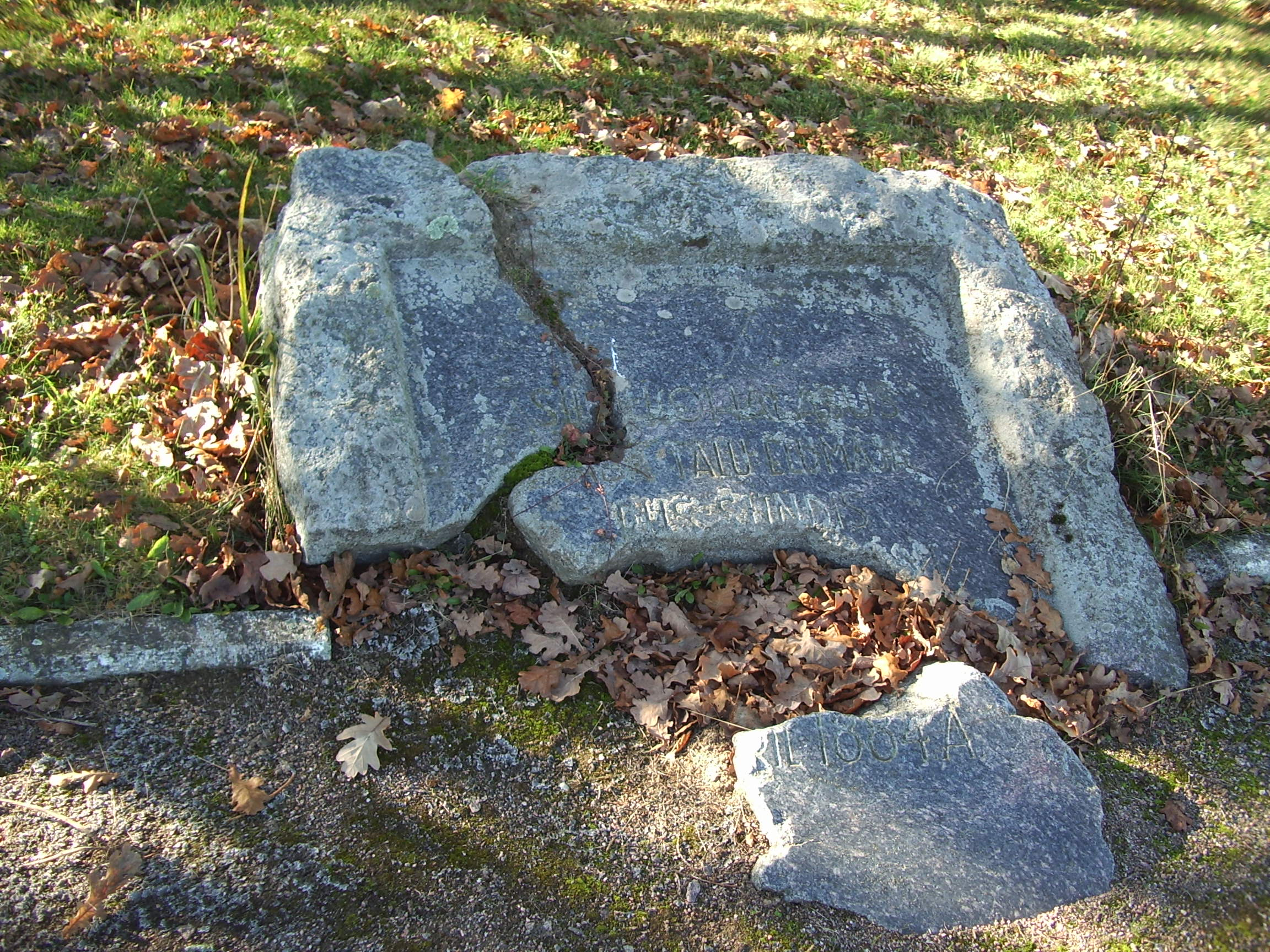
Памятный камень Йохану Лайдонеру в деревне Вардья, разбитый в 1940 году.
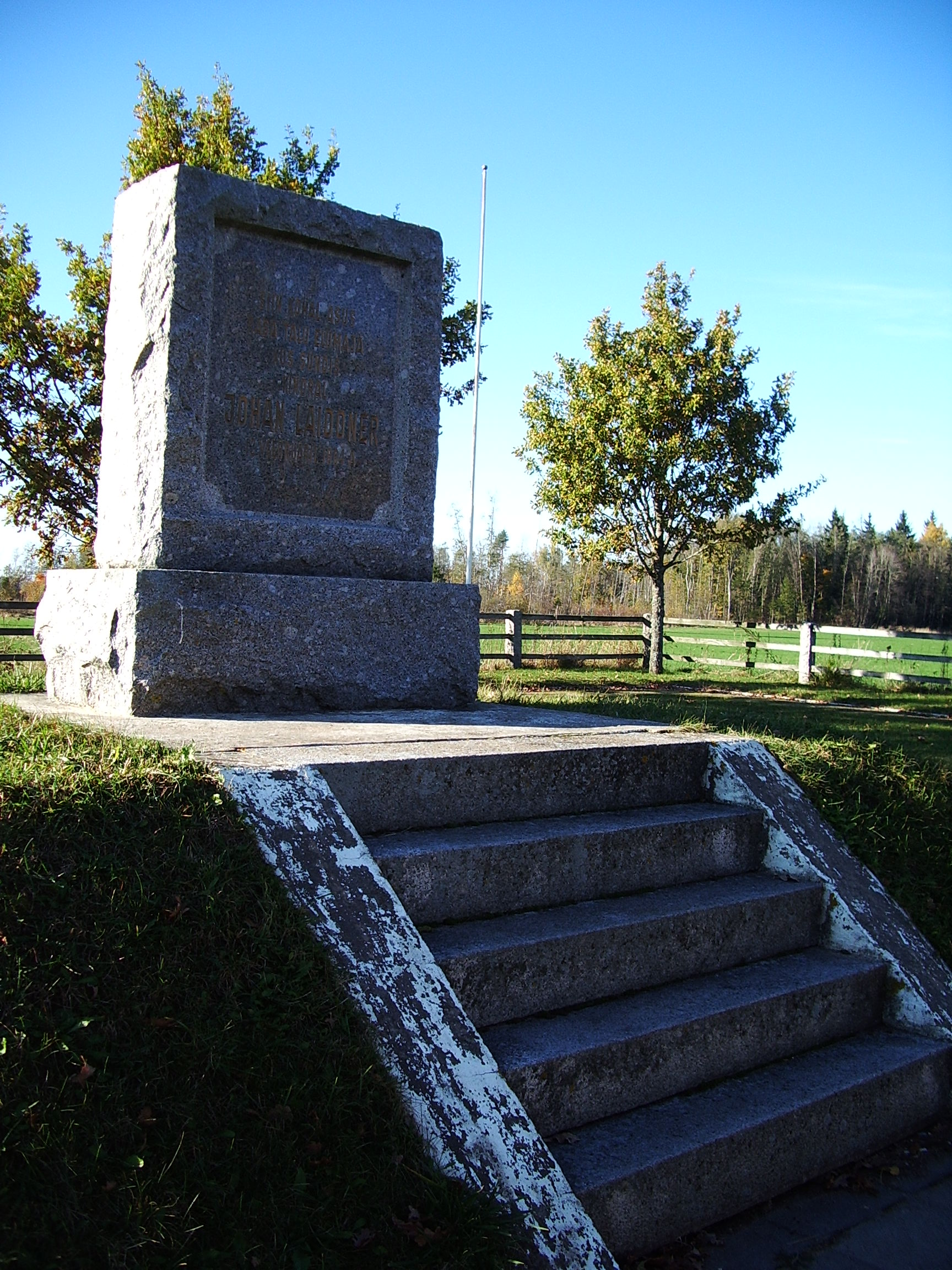
Отреставрированный памятник на родине Лайдонера в селе Вардья (2005 г.)
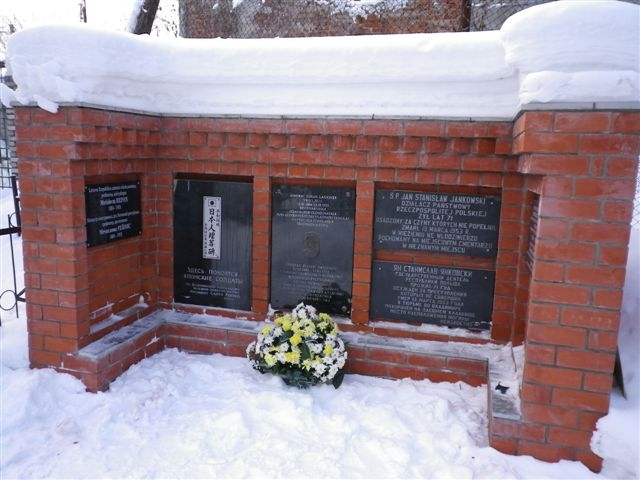
Мемориал Лайдонеру и Янковскому[14]. Доска демонтирована в 2023 году[15][16][17].

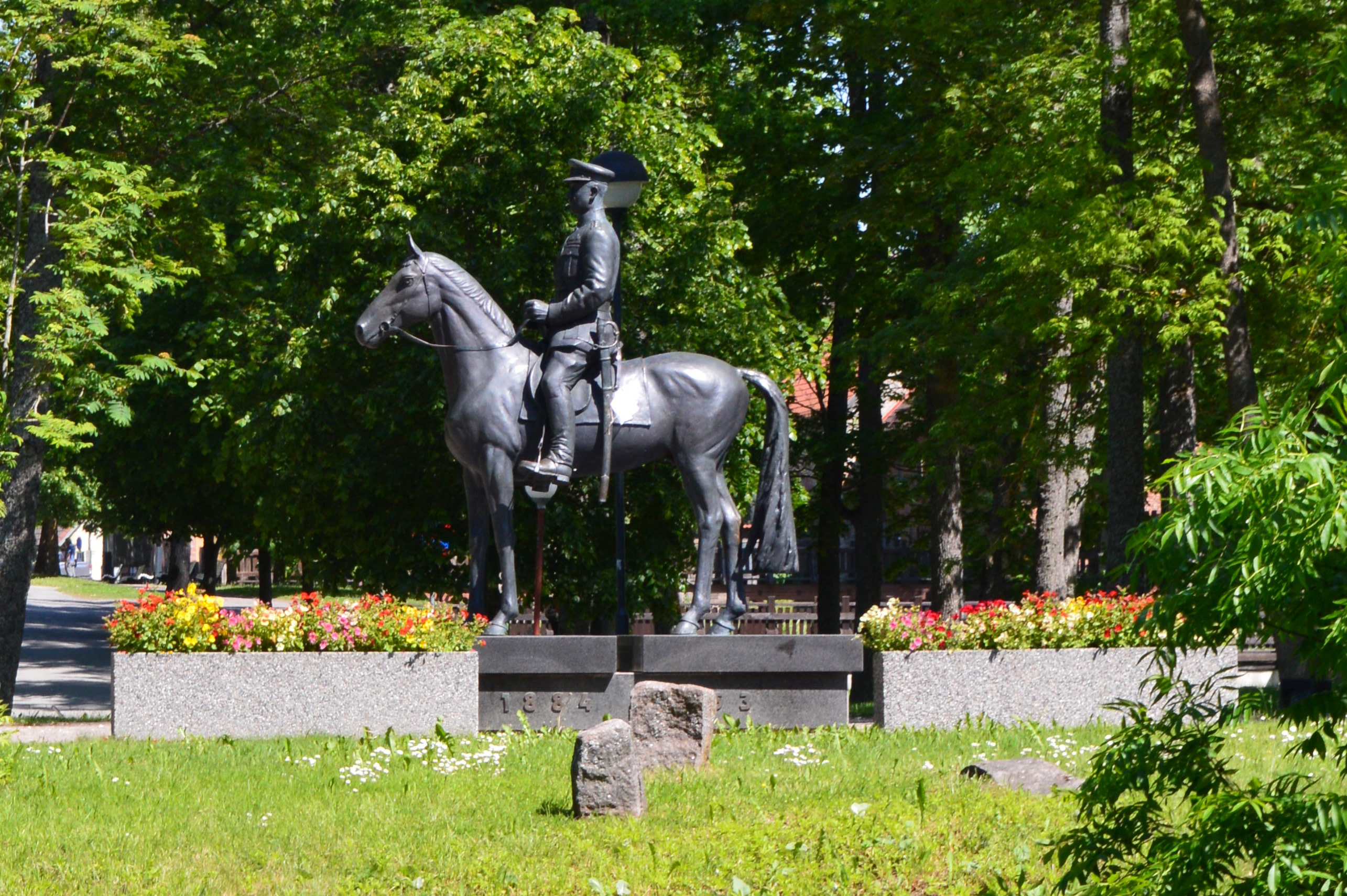
Памятник Лайдонеру в Вильянди
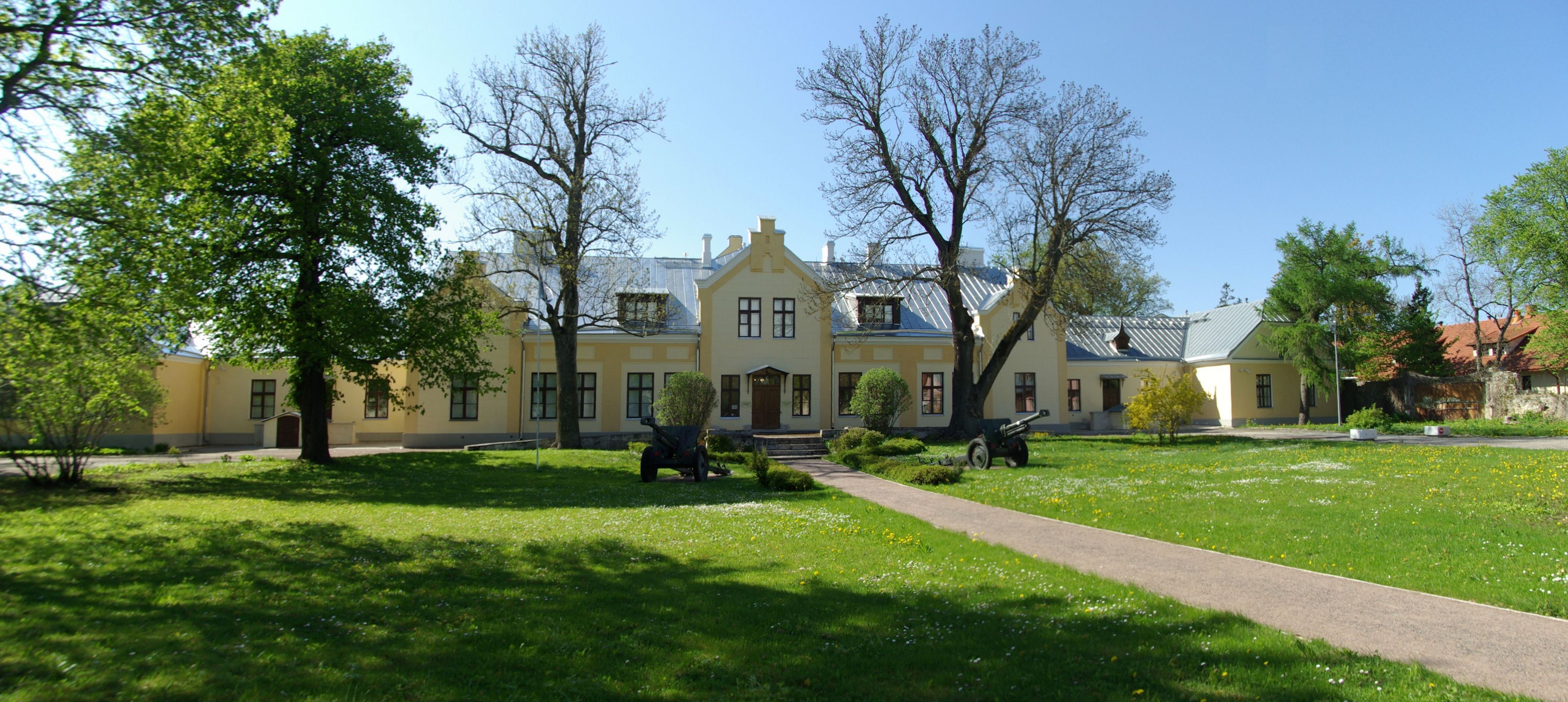
Музей Лайдонера в Виймси
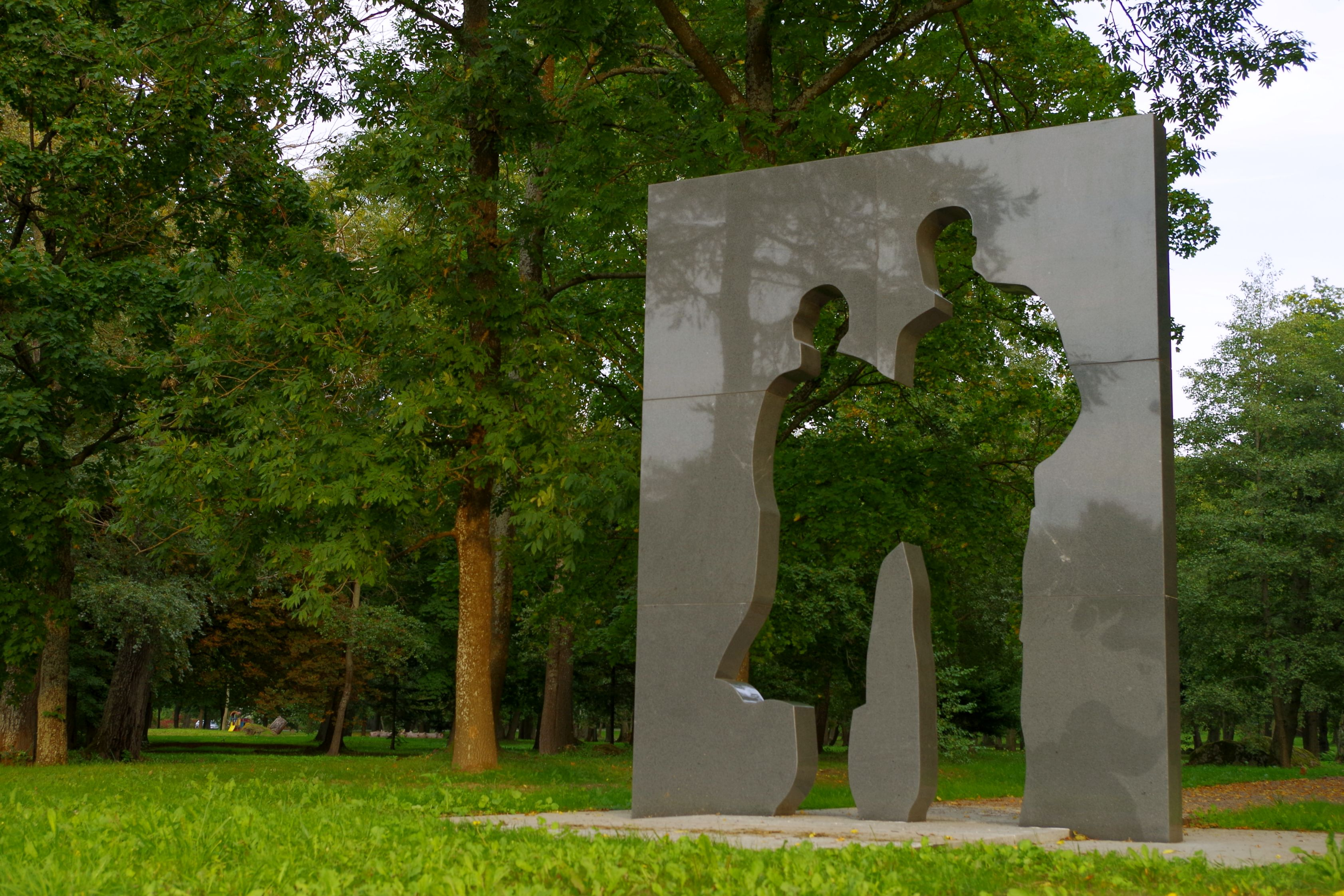
Памятник Йохану Лайдонеру и Марии Крушевской в парке Виймси

## Награды
Российская империя
- Георгиевское оружие (ВП 4 [17] июля 1915 года)
- Орден Святого Владимира IV степени с мечами и бантом (ВП 10 [23] сентября 1915 года)
- Орден Святой Анны II степени с мечами (ВП 27 февраля [12 марта] 1915 года)
- Орден Святой Анны III степени (ВП 19 мая [1 июня] 1912 года)
- Орден Святой Анны IV степени с надписью «За храбрость» (ВП 7 [20] октября 1915 года)
- Орден Святого Станислава II степени с мечами (ВП 31 мая [13 июня] 1916 года)
- Орден Святого Станислава III степени (ВП 10 [23] марта 1907 года)

Эстония
- Крест Свободы I класса I степени (23 февраля 1920 года)
- Крест Свободы III класса I степени (18 февраля 1925 года)
- Памятный знак Эстонского Красного Креста (22 февраля 1921 года)
- Орден Эстонского Красного Креста I степени I подстепени (25 ноября 1926 года)
- Орлиный крест I степени с мечами (4 июня 1929 года)
- Орден Белой звезды на Специальной большой ленте (23 февраля 1938 года)
- Медаль «В память Освободительной войны»

Другие государства
- Рыцарь-командор ордена Святых Михаила и Георгия (Великобритания, сентябрь 1919 года)
- Немецкий Олимпийский почётный знак I степени (Германия, 30 января 1937 года)
- Военный орден Лачплесиса III степени (Латвия, LKOK nr.3/899, 21(?) октября 1921 года)
- Военный орден Лачплесиса II степени (Латвия, LKOK nr.2/1, 22 января 1922 года)
- Военный орден Лачплесиса I степени (Латвия, LKOK nr.1/5, 13 декабря 1923 года)
- Памятная медаль 10-летнего юбилея освободительных боёв в Латвийской Республике (Латвия, 1928 год)
- Орден Трёх звёзд I степени (Латвия, 1932 год)
- Кавалер Большого креста ордена Витаутаса Великого (Литва, 20 февраля 1939 года)
- Орден Virtuti Militari V степени (Польша, 12 февраля 1922 года)
- Орден Возрождения Польши I степени (Польша, 29 марта 1922 года)
- Орден Белого орла (Польша, 4 февраля 1938 года)
- Командор I класса ордена Белой розы Финляндии (Финляндия, 25 мая 1920 года)
- Кавалер Большого креста ордена Белой розы Финляндии (Финляндия, 7 июня 1923 года)
- Офицер ордена Почётного легиона (Франция, 4 ноября 1920 года)
- Командор ордена Почётного легиона (Франция, 24 июня 1925 года)
- Командор со звездой ордена Меча (Швеция, 13 ноября 1936 года)